# Marie-Clémentine Anuarite Nengapeta
La beata Marie-Clémentine Anuarite Nengapeta (29 de diciembre de 1939, Wamba, República Democrática del Congo - 1 de diciembre de 1964, Isiro, República Democrática del Congo) fue miembro de las Hermanas de la Sagrada Familia en Bafwabaka, en la República Democrática del Congo, que en aquel tiempo era una colonia con el nombre del Congo Belga. Fue asesinada durante la Crisis del Congo en 1964 por el coronel Pierre Olombe, que actuaba bajo las órdenes del coronel Ngalo durante el secuestro de Marie-Clémentine en Isiro.

## Historia
Anuarite nació en Wamba el 29 de diciembre de 1939 y perteneció a la tribu Wabudu. Su nombre original en Wabudu era "Nengapeta" que quiere decir "Paloma ligera". Su padre era Amisi Batsuru Batobobo y su madre Isude Julienne, quienes tuvieron seis hijas. Marie fue la cuarta hija. Con la llegada de las dos hermanas gemelas, que eran las más pequeñas, su padre repudió a su madre y abandonó a su familia a su suerte. Por ello, la madre y las hijas se trasladaron a la misión de Jamaa Takatifu perteneciente a la Congregación de la Sagrada Familia quienes dieron trabajo y cobijo a las mujeres. Todas fueron bautizadas a la Fe Católica en 1945 y el nombre de Marie cambió a Alfonsina Nengapeta, pues este era el nombre católico que le asignaron durante el bautizo. Sin embargo, debido a un problema burocrático que tuvo lugar en su colegio, Marie-Clémentine terminó siendo llamada Alfonsina Anuarite.
El 5 de agosto de 1959 Marie-Clémentine pasó a formar parte de la Congregación de Hermanas de la Sagrada Familia destinada a la Misión de Bafwabaka. A partir de este momento recibió el nombre de Sor María Clementina o Marie-Clémentine. Marie continúo realizando sus estudios hasta lograr en 1961 el título de maestra y trabajó en esta profesión combinado con labores de vigilancia de los niños internados en la misión de Bafwabaka.

## Martirio
En 1964 el Congo era un hervidero de rebeliones que arremetían contra todos los símbolos de la ocupación europea. Los rebeldes llamados Simbas o Leones representaban a uno de estos grupos contrarios a los símbolos europeos. Además, los simbas reclamaban continuar con la ideología planteada por el difunto dirigente Patrice Lumumba. En enero de 1964 estalló la Rebelión Simba, que consistió en que estos rebeldes invadieron la provincia donde se encontraba la Misión de Sor Clementina, saqueando y asesinando a civiles e indefensos. El 29 de noviembre llegaron a la misión entrando hasta el comedor en donde se encontraban reunidas 46 religiosas, novicias y postulantes de la Sagrada Familia entre ellas Sor Clementina.  
Todas las religiosas fueron secuestradas y llevadas en camiones al Campamento de Ibambi y posteriormente a la ciudad de Isiro, siendo despojadas de todas sus insignias sagradas. El coronel dirigente, Ngalo, se había fijado en Mari-Clémentine y quería hacerla su esposa. Sin embargo, Marie había jurado que nunca pertenecería a un hombre y se negó a casarse con él. Enfurecido por su rechazo, Ngalo mandó a su subordinado, el coronel Olombe, a vigilar a Marie. Olombe se había fijado en otra monja, la hermana Bokuma Juana Bautista, así que la encerró junto a Marie-Clémentine.  
Las dos monjas trataron de escapar de su encierro cuando Olombe trató de llevarlas a un coche del cuartel. Forcejearon para robarle las llaves del coche, pero Olombe se impuso y comenzó a golpear a las dos monjas. Parece que Marie-Clémentine ignoró el dolor de la paliza y le dijo a Olombe: "Te perdono, porque no sabes lo que estás haciendo". Viendo que Marie no cedía en su postura de casarse con Ngalo, Olombe llamó a otros simbas y les mandó acuchillar a Marie con sus bayonetas. Luego, él mismo disparó a Marie-Clémentine en el pecho, matándola al instante. 
El resto de las hermanas sufrieron golpes y vejaciones por parte de los soldados pero después de un breve periodo fueron liberadas. A partir del martirio de Sor Clementina, su tumba se convirtió en un lugar de peregrinación y veneración. En diciembre de 1978, sus restos fueron exhumados y se encontró en su mano derecha una pequeña imagen de la Virgen María. Sus restos fueron trasladados solemnemente a la Catedral de Isiro. 

## Beatificación
En 1977 el papa Pablo VI determinó que era necesario investigar la causa de Marie-Clémentine. En consecuencia, la Congregación para las Causas de los Santos revisó en 1982 el pensamiento de Marie. De esta forma, en 1984 el papa Juan Pablo II consideró que Marie-Clémentine debía ser beatificada por su sacrificio y por dedicar su vida entera a la profesión de la fe católica. 
Iniciados los procesos canónicos y las investigaciones pertinentes, el 9 de junio de 1985, en Roma se promulgó el decreto referente al Martirio de Sor Clementina. Tres meses después el 15 de agosto, en Kinshasa, Zaire, el Papa Juan Pablo II la declaró Beata y bienaventurada por mostrar la belleza de la entrega total de sí misma y de África al Reino de Dios. Su fiesta se celebra el 1 de diciembre.